# Кенжайлау
Кенжайла́у (каз. Кеңжайлау) — село у складі Таскалинського району Західноказахстанської області Казахстану. Входить до складу Кощинського сільського округу.
У радянські часи село називалось Чебаково.
Населення — 80 осіб (2021; 104 у 2009, 206 у 1999, 286 у 1989).